# Bogumił Leyk
Bogumił Leyk, znany także jako Gottlieb Leyk (ur. 17 grudnia 1860 w Bartnikach, zm. 11 października 1945 w Monachium) – polski działacz narodowy na Mazurach, kaznodzieja ewangelicki związany z ruchem gromadkarskim.

## Życiorys
Ukończył dwuklasową szkołę w Bartnikach (1867-1869). W młodości nauczył się zawodu murarza i kamieniarza. Zajmował się stawianiem nagrobków oraz innymi pracami murarskimi. Następnie wyemigrował do Westfalii, gdzie przez jakiś czas pracował w kopalni. Po powrocie na Mazury w 1884 mieszkał w Świętajnie, a potem w Lemanach, gdzie wybudował dom w 1885. Od 1894 mieszkał w Szczytnie, gdzie po pewnym czasie otworzył dobrze prosperujący warsztat kamieniarski. Dzięki dochodom z niego  zakupił nieruchomości wraz z domami i magazynami w Pasymiu i Wielbarku (ogółem 2,5 ha ziemi i 2,72 ha lasu). Ponadto w Szczytnie przy ul. Polskiej posiadał trzy budynki mieszkalne wraz z ogrodem.
Dzięki dobrej sytuacji materialnej mógł poświęcić się działalności religijnej i narodowej. Pozostając członkiem Kościoła ewangelicko-augsburskiego zaangażował się w rozkwitający wówczas ruch gromadkarski. Od końca 1897 był oficjalnym kaznodzieją Wschodniopruskiego Ewangelickiego Zrzeszenia Modlitwy, kierowanego przez Krzysztofa Kukata. W tym charakterze przewędrował całe Mazury wygłaszając polskie kazania. Przeciwstawiał się germanizacyjnym działaniom władz. Zaangażował się także w polski ruch narodowy, będąc od 1897 członkiem  Mazurskiej Partii Ludowej. Był także stałym abonentem „Gońca Mazurskiego” i „Mazura”. W 1909 założył „Wspólność Chrześcijańską” – lokalną organizację gromadkarską, pod względem składu czysto mazurską o charakterze propolskim. Po wybuchu I wojny gdy ustała wszelka działalność narodowa i religijna również Bogumił Leyk koncentrował się wówczas głównie na prowadzeniu swego przedsiębiorstwa kamieniarskiego.
W okresie plebiscytu opowiadał się za włączeniem Warmii i Mazur w skład Polski. W 1919 został działaczem Mazurskiego Związku Ludowego (jego sekcji gromadkarskiej) oraz „Komitetu Mazurskiego”. W 1918 i 1919 wysyłał raporty do Paryża domagając się uwzględnienia polskich postulatów przy kreśleniu granicy z Niemcami na Mazurach. W tym okresie dał się poznać jako sprawny agitator na rzecz sprawy polskiej – występujący wielokrotnie na wiecach. Ze względu na swą działalność wielokrotnie padał ofiarą przemocy słownej i fizycznej: dwukrotnie ciężko pobity (w Szczytnie i Farynach) przez niemieckie bojówki nacjonalistyczne. Po wyrzuceniu ze swojego mieszkania w Szczytnie zamieszkał w Domu Polskim w Olsztynie. Po przegranym plebiscycie cały jego majątek został przez władze niemieckie skonfiskowany.
W 1921 wyjechał do Polski, przebywając w Toruniu, w Działdowie, a na końcu w Warszawie i następnie z powrotem w Toruniu. W 1924 wrócił na Mazury, gdzie zajął się prowadzeniem małego gospodarstwa rolnego w Wielbarku. W tym okresie wycofał się z działalności kaznodziejskiej i narodowej. W styczniu 1945 ewakuowany wraz z innymi Mazurami przez władze niemieckie do Bawarii, gdzie przebywał jego syn Emil. Zmarł w Monachium jesienią tego samego roku, i został pochowany na tamtejszym Cmentarzu Leśnym (Waldfriedhof).

## Rodzina
Pochodził z chłopskiej rodziny osiadłej od pokoleń na Mazurach. Był synem Wilhelma (1818-1878), właściciela hektarowego gospodarstwa w Trelkowie i Marii z domu Sobotka (1819-1880). Był dwukrotnie żonaty; 1) z Karoliną z Różyńskich (1861-1912), miał z nią siedmioro dzieci Fryderyka, Emila, Marie, Elfrydę, Pawła, Ottona i Maxa; 2) w 1920 z Szarlotą 1) voto Kalinowską, z domu Rexa, miał z nią córkę Ernę (ur. 1922). Jego wnukiem jest Wiktor Marek Leyk.

## Literatura
- Tadeusz Oracki, Słownik biograficzny Warmii, Mazur i Powiśla od połowy XV wieku do 1945, Warszawa 1963, s. 167
- Janusz Jasiński, Leyk Gotlieb (Bogumił), (1860-1945), Polski Słownik Biograficzny, Wrocław-Warszawa-Kraków-Gdańsk 1972, t. 17, s. 262-263  iPSB – wersja elektroniczna
- Ryszard Otello, Wiktor Marek Leyk, Bogumił Leyk (1860-1945), „Komunikaty Mazursko-Warmińskie” nr 3-4, 1977, s. 367-375 Bazhum – wersja elektroniczna
- Leyk  Bogumił (Gottlieb), [w:] Słownik biograficzny działaczy ruchu ludowego, [makieta], Warszawa 1989, s. 232-233
- (red. Jan Szturc), Ewangelicy w Polsce: słownik biograficzny XVI-XX wieku, Bielsko-Biała 1998
- Agnieszka Wróblewska, Zgoda na wyjazd, Warszawa 1989